# Альфа-протеобактерії
Альфа-протеобактерії (α Proteobacteria) — клас протеобактерій, визначений шляхом молекулярного аналізу їх 16S рРНК.
α-протеобактерії дуже різноманітні за морфологічними та метаболічними характеристиками. Крім спільного розташування на філогенетичному дереві, невідомо жодної надійної фенотипічної або молекулярної характеристики, яка б визначала цих бактерій. Однак, визначена деяка кількість генів та інших маркерів геномної послідовності, що унікально вказують на цю підгрупу та підтверджують висновки, зроблені на основі аналізу рРНК.
Ці бактерії складають важливу групу, що вплинула на багато аспектів розвитку життя на Землі. Існує теорія походження мітохондрій від α-протеобактерій шляхом ендосимбіотичного захоплення α-протеобактерії клітиною археї та подальшого тривалого симбіозу між ними. Симбіоз між α-протеобактеріями (багатьма видами родини Rhizobiaceae) і бульбашками коріння рослин грає центральну роль в процесі фіксації атмосферного азоту рослинами. Крім того, багато видів α-протеобактерій (Rickettsiales, Brucella, Bartonella) є важливими патогенами людини і тварин. 

## Класифікація
- Порядок Magnetococcidae Ferla et al. 2013[1]
  - Magnetococcales Bazylinski et al. 2013
- Порядок Rickettsidae Ferla et al. 2013[1]
  - Rickettsiales Gieszczykiewicz 1939 (Approved Lists 1980)
  - «Pelagibacterales» Grote et al. 2012[2]
- Порядок Caulobacteridae Ferla et al. 2013[1]
  - Caulobacterales Henrici and Johnson 1935 (Approved Lists 1980)
  - Emcibacterales Iino et al. 2016
  - Holosporales Szokoli et al. 2020
  - Hyphomicrobiales Douglas 1957 (Approved Lists 1980)
  - Iodidimonadales Iino et al. 2016
  - Kordiimonadales Kwon et al. 2005
  - Micropepsales Harbison et al. 2017
  - Parvularculales Garrity et al. 2003
  - Rhodobacterales Garrity et al. 2006
  - Rhodospirillales Pfennig and Trüper 1971 (Approved Lists 1980)
  - Rhodothalassiales Venkata Ramana et al. 2014
  - Sneathiellales Kurahashi et al. 2008
  - Sphingomonadales Yabuuchi and Kosako 2006
- Роди incertae sedis:
  - Eilatimonas
  - Furvibacter
  - Geminicoccus
  - Hartmannibacter
  - Micavibrio
  - Phreatobacter
  - Polymorphum
  - Rhodovarius
  - Subaequorebacter
  - Thermopetrobacter
  - Tuberoidobacter
- Види incertae sedis:
  - Aquaspirillum polymorphum
  - Vibrio adaptatus
  - Vibrio cyclosites